# Xylotrechus khampaseuthi
Xylotrechus khampaseuthi är en skalbaggsart som beskrevs av Holzschuh 2007. Xylotrechus khampaseuthi ingår i släktet Xylotrechus och familjen långhorningar.
Artens utbredningsområde är Laos. Inga underarter finns listade i Catalogue of Life.